# Omega Sagittarii
Omega Sagittarii is een type G subreus in het sterrenbeeld Boogschutter (Sagittarius). De ster maakt deel uit van de vierhoek Terebellum.